# Oliver Fairfield Wadsworth

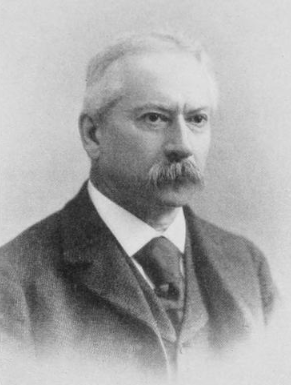
Oliver Fairfield Wadsworth

Oliver Fairfield Wadsworth (* 26. April 1838 in Boston, Massachusetts; † 29. November 1911) war ein US-amerikanischer Augenarzt an der Harvard University.
Wadsworth war ein Urenkel des Militärs und Politikers Peleg Wadsworth. Oliver F. Wadsworth besuchte die Boston Latin School und erwarb an der Harvard University 1860 einen Bachelor, 1863 einen Master und 1865 einen M.D. als Abschluss des Medizinstudiums. Anschließend diente er kurze Zeit im Amerikanischen Bürgerkrieg unter Gottfried Weitzel als Militärchirurg.
Noch 1865 ließ sich Wadsworth als Chirurg in Boston nieder, konzentrierte sich aber bald ausschließlich auf die Augenheilkunde. Er gehörte zu den Herausgebern des Boston Medical and Surgical Journal, aus dem später das New England Journal of Medicine hervorging. 1865 und 1869/70 führten ihn Studienreisen nach Deutschland und in die Schweiz, unter anderem zu Johann Friedrich Horner nach Zürich. Als Augenarzt betreute Wadsworth ab 1870 Patienten am Boston City Hospital und am Massachusetts General Hospital. Ab 1881 gab Wadsworth Kurse in Ophthalmoskopie, 1890 (oder 1891) erhielt er eine Professur für Augenheilkunde an der Harvard University.
Oliver Wadsworth galt als genauer Diagnostiker, ruhiger und fähiger Operateur, konservativer Klinikdirektor und gewissenhafter Lehrer. Er führte die schriftliche Dokumentation der Untersuchungsbefunde ein und veröffentlichte etwa 50 wissenschaftliche Arbeiten, oft in den Transactions of the American Ophthalmological Society. Er machte sich um den Aufbau der Medizinischen Bibliothek der Harvard University sehr verdient und diente ab 1875 als einer der Bibliothekare und ab 1904 als ihr Sekretär.
Wadsworth war Mitglied mehrerer nationaler und internationaler chirurgischer und ophthalmologischer Gesellschaften, darunter der Ophthalmologischen Gesellschaft zu Heidelberg. 1899 wurde er in die American Academy of Arts and Sciences gewählt, 1906 in die American Association for the Advancement of Science. Von 1899 bis 1902 war er Präsident der American Ophthalmological Society.
Oliver Fairfield Wadsworth war seit 1867 mit Martha Chapmann verheiratet, aus der Ehe gingen sechs Kinder hervor. 1911 erkrankte er an Blasenkrebs. Bei seinem Tode hinterließ er der Medizinischen Bibliothek der Harvard University 10.000 Dollar.